# Slimák žlutý
Slimák žlutý (Malacolimax tenellus), nazývaný také plžík žlutý, je slimákovitý plž náležící do rodu Malacolimax. Popsal jej dánský přírodovědec Otto Friedrich Müller roku 1774. Vědeckými synonymy jsou: Arion melanocephalus, Arion tenellus a Limax tenellus. Tento až 5cm slimák se vyznačuje žlutou, na hlavě tmavší, barvou, kterou získává asi v 6. měsíci života. Nemá ulitu. Záměna může nastat s rodem Deroceras.

## Výskyt
Jeho domovinou je Evropa. Žije jak v severní a střední Evropě (vyskytuje se i na území Česka a sousedního Slovenska), tak i v části Pyrenejského poloostrova a oblasti od Francie až po Rusko a Ukrajinu. Dle jiných zdrojů se však ve východní Evropě nevyskytuje.

## Biologie
Slimák se vyskytuje v oblastech v nadmořské výšce pod 1 700 metrů, vyloučena nicméně není ani výška vyšší. S tímto druhem se lze setkat převážně v lesích, preferovanými jsou především ty bukové, v nichž obývá stinná stanoviště na zemi. Ta opouští za deště či během noci, především v chladnějších obdobích. Tento slimák se živí hlavně houbami, lišejníky a zbytky rostlin. Rozmnožování probíhá pomocí kopulace či samooplození. Vajíčka o rozměrech 2 až 4 mm jsou kladena ve shlucích o 15 až 35 kusech například pod shnilé listy. Za 20 až 120 dní se z nich vylíhnou mláďata. Slimák žlutý se dožívá asi jednoho roku. Vyjma hlístic pro něj představují hrozbu i lidské aktivity. Protože je závislý na lesích, ztráta lesního biotopu pro něj představuje hrozbu. Stále však není ohrožení závažné a populace je stabilní, proto Mezinárodní svaz ochrany přírody považuje slimáka žlutého za málo dotčený taxon.